# Корабія
Корабія (рум. Corabia) — місто у повіті Олт в Румунії. Адміністративно місту підпорядковані такі села (дані про населення за 2002 рік):
- Виртопу (591 особа)
- Тудор-Владіміреску (707 осіб)

Місто розташоване на відстані 147 км на південний захід від Бухареста, 73 км на південь від Слатіни, 82 км на південний схід від Крайови.

## Населення
За даними перепису населення 2002 року у місті проживали 20 610 осіб.
Національний склад населення міста:
| Національність   | Кількість осіб | Відсоток |
| ---------------- | -------------- | -------- |
| румуни           | 19216          | 93,2%    |
| цигани           | 1380           | 6,7%     |
| греки            | 9              | < 0,1%   |
| угорці           | 1              | < 0,1%   |
| німці            | 1              | < 0,1%   |
| росіяни-липовани | 1              | < 0,1%   |

Рідною мовою назвали:
| Мова      | Кількість осіб | Відсоток |
| --------- | -------------- | -------- |
| румунська | 19963          | 96,9%    |
| циганська | 633            | 3,1%     |
| грецька   | 8              | < 0,1%   |
| німецька  | 2              | < 0,1%   |
| угорська  | 1              | < 0,1%   |
| російська | 1              | < 0,1%   |

Склад населення міста за віросповіданням:
| Релігія        | Кількість осіб | Відсоток |
| -------------- | -------------- | -------- |
| православні    | 20562          | 99,8%    |
| п'ятдесятники  | 15             | 0,1%     |
| римо-католики  | 14             | 0,1%     |
| адвентисти     | 11             | 0,1%     |
| греко-католики | 2              | < 0,1%   |
| мусульмани     | 2              | < 0,1%   |
| реформати      | 1              | < 0,1%   |
| бретрени       | 1              | < 0,1%   |
| юдеї           | 1              | < 0,1%   |
| не релігійні   | 1              | < 0,1%   |

## Зовнішні посилання
- Дані про місто Корабія на сайті Ghidul Primăriilor [Архівовано 9 вересня 2012 у Wayback Machine.]